# 阿莫利
阿莫利（英語：Amouli）是美屬薩摩亞圖圖伊拉島東南部海岸的一村莊，位於該島最狹窄的地方。它位於奧阿西的西部，緊鄰北海岸奧阿的南部。根據2010年美國人口普查的數據顯示，阿莫利有920名居民。它位於薩奧萊縣。
夏威夷大學馬諾阿分校的查爾斯·弗萊徹博士對阿莫利進行了有關海平面的研究。他是2011年美屬薩摩亞首屆氣候變化峰會的主持人，他在峰會上透露，阿莫利靠近太平洋的土地可能在十年內被海水淹沒。